# Química radioanalítica
La química radioanalítica se centra en el análisis de la muestra por su contenido de radionúclidos. Se emplean varios métodos para purificar e identificar el radioelemento de interés a través de métodos químicos y técnicas de medición de muestras. 

## Historia
El campo de la química radioanalítica fue desarrollado originalmente por Marie Curie con contribuciones de Ernest Rutherford y Frederick Soddy. Desarrollaron técnicas de separación química y de medición de radiación en sustancias radioactivas terrestres. Durante los veinte años que siguieron a 1897 nacieron los conceptos de radionúclidos. Desde la época de Curie, las aplicaciones de la química radioanalítica han proliferado. Los avances modernos en la investigación nuclear y radioquímica han permitido a los profesionales aplicar procedimientos químicos y químicos para dilucidar las propiedades y reacciones nucleares, utilizar sustancias radiactivas como marcadores y medir los radionúclidos en muchos tipos diferentes de muestras.
La importancia de la química radioanalítica abarca muchos campos, incluyendo química, física, medicina, farmacología biología, ecología, hidrología, geología, medicina forense, ciencias atmosféricas, protección de la salud, arqueología e ingeniería. Las aplicaciones incluyen: formar y caracterizar nuevos elementos, determinar la edad de los materiales y crear reactivos radiactivos para el uso específico de marcadores en tejidos y órganos. El objetivo en curso de los investigadores radioanalíticos es desarrollar más radionúclidos y concentraciones más bajas en las personas y el medio ambiente.

## Modos de desintegración por radiación

### Desintegración de partículas alfa
La descomposición alfa se caracteriza por la emisión de una partícula alfa, un núcleo de 4 He.  El modo de esta descomposición hace que el núcleo padre disminuya en dos protones y dos neutrones. Este tipo de decadencia sigue la relación: 
{\displaystyle {}_{Z}^{A}\!X\to {}_{Z-2}^{A-4}\!Y+{}_{2}^{4}\alpha }

### Desintegración de partículas beta
La desintegración beta se caracteriza por la emisión de un neutrino y un negatrón que es equivalente a un electrón .  Este proceso ocurre cuando un núcleo tiene un exceso de neutrones con respecto a los protones, en comparación con la isobara estable.  Este tipo de transición convierte un neutrón en un protón; de manera similar, un positrón se libera cuando un protón se convierte en un neutrón.  Estos decaimientos siguen la relación: 
{\displaystyle {}_{Z}^{A}\!X\to {}_{Z+1}^{A}\!Y+{\bar {\nu }}+\beta ^{-}}{\displaystyle {}_{Z}^{A}\!X\to {}_{Z-1}^{A}\!Y+\nu +\beta ^{+}}

### Decaimiento de rayos gamma
La emisión de rayos gamma sigue los modos de descomposición descritos anteriormente cuando la descomposición deja un núcleo hijo en un estado excitado.  Este núcleo es capaz de una mayor desexcitación a un estado de menor energía por la liberación de un fotón. Esta decadencia sigue la relación: 
{\displaystyle {}^{A}\!X^{*}\to {}^{A}\!Y+\gamma }

## Principios de detección de radiación

### Detectores de ionización de gases

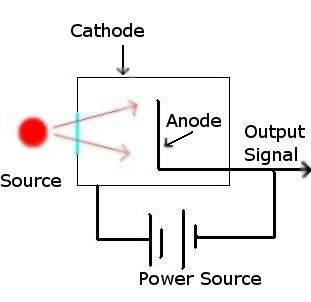
Esquema de un detector de ionización.

Los detectores de ionización gaseosa recolectan y registran los electrones liberados de los átomos y moléculas gaseosas por la interacción de la radiación liberada por la fuente.  Se aplica un potencial de voltaje entre dos electrodos dentro de un sistema sellado.  Dado que los átomos gaseosos se ionizan después de que interactúan con la radiación, son atraídos al ánodo que produce una señal.  Es importante variar el voltaje aplicado de modo que la respuesta se encuentre dentro de un rango proporcional crítico. 

### Detectores de estado sólido

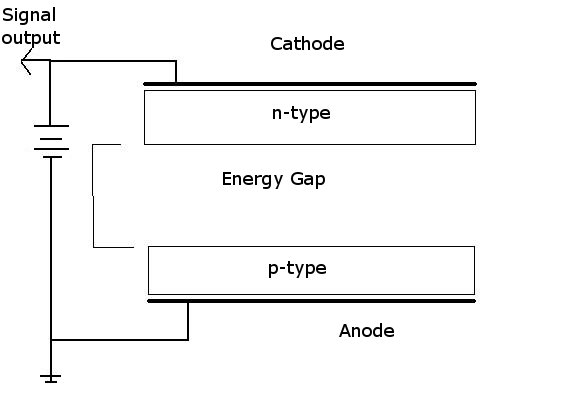
Esquema de un detector de estado sólido

El principio de funcionamiento de los detectores de semiconductores es similar al de los detectores de ionización de gases: en lugar de átomos de ionización, se producen electrones libres y se producen agujeros que crean una señal en los electrodos.  La ventaja de los detectores de estado sólido es la mayor resolución del espectro de energía resultante.  Normalmente se utilizan detectores de NaI (Tl); Para aplicaciones más precisas, se han desarrollado detectores Ge (Li) y Si (Li).  Para mediciones extra sensibles, los detectores de germanio de alta pureza se utilizan en un ambiente de nitrógeno líquido.

### Detectores de centelleo
Los detectores de centelleo utilizan una fuente fotoluminiscente (como ZnS) que interactúa con la radiación.  Cuando una partícula radiactiva se desintegra y golpea el material fotoluminiscente, se libera un fotón.  Este fotón se multiplica en un tubo fotomultiplicador que convierte la luz en una señal eléctrica.  Esta señal se procesa y se convierte en un canal.  Al comparar el número de conteos con el nivel de energía (típicamente en keV o MeV), se puede determinar el tipo de decaimiento. 

## Técnicas de separación química
Debido a que los nucleótidos radiactivos tienen propiedades similares a sus homólogos estables e inactivos, se pueden usar técnicas de separación de química analítica similares. Estos métodos de separación incluyen precipitación, intercambio iónico, extracción líquida líquida, extracción en fase sólida, destilación y electrodeposición. 

## Principios de la química radioanalítica

### Pérdida de muestra por comportamiento radiocoloidal
Las muestras con concentraciones muy bajas son difíciles de medir con precisión debido a que los átomos radiactivos se depositan inesperadamente en las superficies.  La pérdida de muestras en niveles traza puede deberse a la adhesión a las paredes del recipiente y a los sitios de superficie del filtro por adsorción iónica o electrostática , así como a las láminas metálicas y los portaobjetos de vidrio.  La pérdida de muestras es una preocupación siempre presente, especialmente al comienzo de la ruta de análisis donde los pasos secuenciales pueden complicar estas pérdidas. 
Se conocen varias soluciones para sortear estas pérdidas, que incluyen agregar un portador inactivo o agregar un marcador.  La investigación también ha demostrado que el tratamiento previo de las superficies de vidrio y plástico puede reducir la absorción de radionúclidos al saturar los sitios.

### Adición de portador o trazador
Debido a la naturaleza inherente de los radionúclidos que producen bajas concentraciones, una técnica común para mejorar los rendimientos es la adición de iones portadores o trazadores. La dilución de isótopos implica la adición de una cantidad conocida de trazador de radionúclidos a la muestra que contiene un elemento estable conocido.  Esto se realiza al inicio del procedimiento de análisis, por lo que una vez que se toman las medidas finales, se considera la pérdida de la muestra.  Este procedimiento evita la necesidad de cualquier recuperación cuantitativa que simplifique en gran medida el proceso analítico. 
La adición del portador es la técnica inversa de la adición del marcador.  En lugar de la dilución de isótopos, se agrega una masa conocida de ion portador estable a la solución de muestra de radionúclido.  El reactivo portador debe calibrarse antes de agregarse a la muestra.  Para verificar las mediciones resultantes, el rendimiento esperado del 100% se compara con el rendimiento real.  Cualquier pérdida en el rendimiento es análoga a cualquier pérdida en la muestra radiactiva.  Normalmente, la cantidad de portadora agregada se selecciona convencionalmente por la facilidad de pesaje, de modo que la precisión del peso resultante se encuentre dentro del 1%.  Para partículas alfa, se deben aplicar técnicas especiales para obtener las fuentes de muestra delgadas requeridas. 

## Radionucleidos típicos de interés
| Elemento  | Masa                         | Vida media (años) | Fuente típica                                                                                     |
| --------- | ---------------------------- | ----------------- | ------------------------------------------------------------------------------------------------- |
| Helio     | 3                            | - estable -       | Muestras de aire, agua y biota para bioensayos.                                                   |
| Carbón    | 14                           | 5,730             | Datación por radiocarbono de la materia orgánica, agua.                                           |
| Planchar  | 55                           | 2.7               | Producido en carcasas, recipientes o soportes de hierro y acero para armas nucleares y reactores. |
| Estroncio | 90                           | 28.8              | Producto de fisión común                                                                          |
| Tecnecio  | 99                           | 214,000           | Producto de fisión común                                                                          |
| Yodo      | 129                          | 15.7 millones     | Trazador de agua subterránea                                                                      |
| Cesio     | 137                          | 30.2              | Armas nucleares y reactores nucleares (accidentes)                                                |
| Prometeo  | 147                          | 2.62              | Producto de fisión natural                                                                        |
| Radón     | 226                          | 1,600             | Lluvia y agua subterránea, ambiente.                                                              |
| Uranio    | 232, 233, 234, 235, 236, 238 | Varía             | Elemento terrestre                                                                                |
| Plutonio  | 238, 239, 240, 241, 242      | Varía             | Armas nucleares y reactores.                                                                      |
| Americio  | 241                          | 433               | Resultado de las interacciones de neutrones con uranio y plutonio.                                |

## Aseguramiento de la calidad
Como se trata de una técnica de química analítica, el control de calidad es un factor importante a mantener. Un laboratorio debe producir resultados confiables. Esto se puede lograr mediante un esfuerzo continuo de los laboratorios para mantener la calibración del instrumento , la reproducibilidad de la medición y la aplicabilidad de los métodos analíticos. En todos los laboratorios debe haber un plan de aseguramiento de la calidad. Este plan describe el sistema de calidad y los procedimientos establecidos para obtener resultados consistentes. Tales resultados deben ser auténticos, documentados adecuadamente y técnicamente defendibles. Dichos elementos de garantía de calidad incluyen la organización, la capacitación del personal, los procedimientos operativos del laboratorio, los documentos de adquisición, los registros de la cadena de custodia, los certificados estándar, los registros analíticos, los procedimientos estándar, el programa de análisis de muestras de control de calidad y los resultados, las pruebas de instrumentos y los registros de mantenimiento, los resultados de los proyectos de demostración de desempeño, resultados de la evaluación de datos, informes de auditoría y políticas de retención de registros. 
El costo de la garantía de calidad está continuamente en aumento, pero los beneficios superan con creces este costo. La carga de trabajo promedio de control de calidad aumentó del 10% a una carga moderna del 20-30%. Este mayor enfoque en la garantía de calidad garantiza que se logren mediciones de calidad que sean confiables. El costo del fracaso supera con creces el costo de la prevención y la evaluación. Finalmente, los resultados deben ser científicamente defendibles mediante el cumplimiento de estrictas regulaciones en caso de una demanda. 

## Otras lecturas
- Análisis químico por métodos nucleares , por ZB Alfassi
- Química radioanalítica por J. Tölgyessy, y M. Kyrš.
- Química analítica nuclear por J. Tölgyessy, Š.  Varga y V. Kriváň.  Traducción al inglés: P. Tkáč.

- Datos: Q7281232